# Dennis Johnson
Dennis Wayne Johnson (Compton, California, 18 de septiembre de 1954-Austin, Texas, 22 de febrero de 2007) fue un jugador y entrenador de baloncesto estadounidense que jugó durante 14 temporadas en la NBA. Con 1,93 metros jugaba en la posición de base. Falleció mientras ejercía de entrenador de los Austin Toros.

## Trayectoria deportiva

### Universidad
Tras pertenecer al equipo del Domínguez High School en su California natal, donde apenas jugaba un par de minutos por partido debido a su escasa estatura (1,78), no se planteó jugar baloncesto universitario, aceptando diferentes trabajos y jugando en verano con sus hermanos ligas locales de baloncesto en la calle. Fue en una de esas ligas cuando Jim White, entrenador del Harbor Junior College, se fijó en él. Era un extraordinario defensor, y había crecido hasta el 1,91, pidiéndole que fuera a jugar en su equipo. No defraudó, ya que promedió 18,3 puntos y 12 rebotes, llevando a su equipo al título estatal. Pero eran frecuentes sus problemas de indisciplina, discutiendo a menudo con White. Este comportamiento fue habitual en sus siguientes años como jugador.
Tras terminar su etapa en el junior college, solamente dos universidades se fijaron en él ofreciéndole una beca, Azusa Pacific y la Universidad de Pepperdine, decantándose por esta última. En su única temporada en la NCAA promedió 15,7 puntos, 5,8 rebotes y 3,3 asistencias por partido, tras la cual se declaró elegible para el Draft de la NBA, aunque era escéptico a la hora de valorar sus posibilidades de que algún equipo lo eligiera.

### Profesional

#### Seattle Supersonics (1976-1980)
Fue seleccionado en el Draft de la NBA de 1976 por Seattle Supersonics en 1976, en el puesto 29 de la segunda ronda, lo cual no presagiaba los éxitos que más tarde consiguió. Su aspecto de afro-americano pelirrojo, rápidamente le hizo ser reconocido por el público. Firmó un contrato de 4 años por el cual cobraría 45.000 dólares el primer año, aumentando la retribución hasta cobrar 90.000 el último. En su temporada de novato salía desde el banquillo para dar minutos al experimentado tándem que formaban  Slick Watts y Fred Brown en las posiciones más alejadas del aro, promediando 9,2 puntos y 1,5 asistencias por partido. Sin embargo, los Sonics hicieron una temporada mediocre, con un balance de 40 victorias y 42 derrotas, y no se clasificaron para los playoffs. Esto acarreó que su entrenador, Bill Russell no fuera renovado. Al año siguiente este entrenador fue reemplazado por Bob Hopkins, el cual perdió 17 de los primeros 22 partidos, por lo cual fue inmediatamente despedido, siendo sustituido por el miembro del Basketball Hall of Fame Lenny Wilkens, el cual dio a Johnson el puesto de titular junto al veterano Gus Johnson. Rápidamente se adaptó a su nueva situación en el equipo, mejorando sus estadísticas para promediar 12,7 puntos y 2,8 asistencias por partido. Lo más destacable de este periodo fue que Wilkens le hizo jugar de escolta, impresionando por sus potentes mates, y desarrollando un juego más físico en contraste con su anterior papel en el equipo, mucho más cerebral.
Tras un impresionante final de temporada regular, los Sonics acabaron con un balance de 47 victorias y 35 derrotas, consiguiendo entrar en los playoffs. Tras eliminar a los Lakers, los vigentes campeones Portland Trail Blazers y los Denver Nuggets, estuvieron a punto de ganar el anillo tras adelantarse en las Finales por 3-2 ante Washington Bullets. Sin embargo, la eliminatoria llegó al séptimo partido, cayendo del lado de los capitalinos, en parte debido a la mala actuación de Johnson, que falló los 14 lanzamientos que intentó. Más tarde reconoció que simplemente se había bloqueado, y se propuso no repetir una actuación así, lo cual le sirvió como experiencia para mejorar como jugador.
Al año siguiente, Johnson y los Sonics se tomarían la revancha. En la temporada 1978-79, Dennis Jhonson se reivindicó como uno de los mejores bases de la liga, promediando 15,9 puntos y 3,5 asistencias por partido, siendo elegido en el Mejor Quinteto Defensivo del Año, y consiguiendo la primera de sus cinco presencias en un All-Star Game. Los Sonics ganaron la División Pacífico con un buen balance victorias/derrotas de 52-30, y en los playoffs volvieron a llegar a las Finales, donde de nuevo les esperaban los Bullets. Tras perder el primer partido, los Sonics encadenaron 4 victorias consecutivas para hacerse con el anillo de campeón, ayudados por un inspirado Johnson, que promedió 23 puntos 6 rebotes y 6 asistencias en las series, además de colocar 14 tapones. Anotó 32 puntos en el cuarto partido, que se resolvió en la prórroga, y fue finalmente nombrado MVP de las Finales de la NBA.
Sin embargo, todo se torció en la temporada siguiente. A pesar de otra gran fase regular, promediando 19,0 puntos y 4,1 asistencias, siendo votado para jugar el All Star, y siendo elegido en el mejor quinteto defensivo y en el segundo mejor de la liga, los Sonics perdieron en la final de la Conferencia Oeste en los playoffs de 1980 ante unos Lakers liderados por Magic Johnson y Kareem Abdul-Jabbar. Dennis Johnson reconoció que fue una de las mayores desilusiones de su carrera. Además, los enfrentamientos con su entrenador, Wilkens, hicieron que fuese traspasado a Phoenix Suns a cambio de Paul Westphal y varias elecciones del draft. Como muestra de la importancia de Johnson en su equipo, en la temporada siguiente los Sonics perdieron 23 partidos más que en la anterior.

#### Phoenix Suns (1980-1983)
En Phoenix, rápidamente se consolidó como un jugador de calidad. En tres años como "Sun", promedió 17,3 puntos por partido, y se convirtió en un defensa más aguerrido, llegando a ser dos veces All Star, siendo votado en los tres años para el mejor quinteto defensivo de la liga y haciendo su única aparición en el Mejor quinteto de la NBA, en la temporada 1980-81. En todo ese periodo Johnson jugó como escolta, llegando a ser el máximo anotador de su equipo, en contra de lo que ocurría en los Sonics, donde era la segunda o tercera opción.
En esos tres años, los Suns tuvieron dos temporadas destacadas, alcanzando en ambas las Semifinales de la Conferencia Oeste, antes de caer en primera ronda en la tercera y última temporada de Johnson en Arizona. Esto reflejaba la situación en deterioro de Johnson en Phoenix. Al igual que le pasó en Seattle, los enfrentamientos con su entrenador John MacLeod eran frecuentes, siendo finalmente traspasado a Boston Celtics a cambio de Rick Robey y elecciones en el draft. Sin embargo, como ocurrió en Seattle, los Suns empeoraron su marca en 12 partidos a la temporada siguiente.

#### Boston Celtics (1983-1990)
Antes de la temporada 1983-84, los Celtics habían caído a las primeras de cambio en los playoffs, y casi siempre contra Philadelphia 76ers, que contaban con el potente base Andrew Toney, que causaba infinidad de problemas a los hombres altos de Boston. Para solucionar el problema, el manager general de los Celtics Red Auerbach decidió contratar al perenne miembro del mejor quinteto defensivo de la liga, Dennis Johnson. Este se unió a una escuadra liderada por Larry Bird, la esperanza blanca, el alero miembro del Basketball Hall of Fame, que componía un trío de hombres altos de lujo junto a Kevin McHale y Robert Parish, en una combinación que para muchos expertos es considerada como el mejor frontcourt de toda la historia de la NBA. Johnson describió su llegada al equipo como un sueño hecho realidad, y disfrutó de la tutela del legendario Auerbach, historia viviente según las palabras de Johnson.
Con los Celtics, Johnson cambió su estilo de juego por tercera vez en su carrera: después de ser conocido como un base tirador especialista en terminar sus jugadas con un mate con los Sonics, y de un anotador desde todas las posiciones en los Suns, en el equipo verde se reconvirtió en un base nato, que distribuía el juego a sus solventes compañeros. En su primera temporada en Boston promedió 13,2 puntos y 4,2 asistencias, y fue elegido de nuevo en el mejor quinteto defensivo. Los Celtics alcanzaron las Finales, donde se encontraron con los Lakers, sus grandes rivales desde los años 60. Los Celtics ganaron 4-3, y Johnson ganó crédito con su excelente defensa sobre el base de Los Ángeles Magic Johnson, uno de los mejores de la historia, limitándolo a anotar tan sólo 17 puntos por partido, muy por debajo de su marca, y siendo en parte responsable de los grandes errores que cometió el jugador angelino en los partidos 2º, 4º y 7º. Como consecuencia de ello, los aficionados de los Celtics comenzaron a denominar al base de los Lakers Tragic Johnson, cada vez que se enfrentaban en liga.
En la siguiente temporada, la 1984-85, Johnson continuó con su buena defensa, ganándose un puesto en el segundo mejor quinteto defensivo de la liga, y promediando 16,9 puntos y 7,3 asistencias por partido. Los Celtics llegaron de nuevo a las Finales, donde de nuevo se encontraron con los Lakers. El momento mágico de Dennis Johnson llegó en el cuarto partido. Con el marcador empatado a 105, su compañero Larry Bird tenía el balón en los últimos segundos. Estaba doblemente defendido por Kareem Abdul-Jabbar y Magic Johnson, cuando sacó el balón que llegó a Dennis Johnson, que lanzó una canasta sobre la bocina desde 5 metros que significó la victoria del partido. Sin embargo, los Lakers se tomaron la revancha ganando en el sexto y definitivo partido, y consiguiendo su veterano jugador Abdul-Jabbar el título de MVP de las Finales de la NBA.
En 1986 los Celtics, ayudados de nuevo por Johnson, que fue elegido de nuevo en el segundo mejor quinteto defensivo de la liga, y que promedió 17,8 puntos y 6,7 asistencias por partido, alcanzaron de nuevo la final, donde les esperaban los Houston Rockets con sus temibles pívots Ralph Sampson y Hakeem Olajuwon, las Twin Towers (torres gemelas). Liderados por Larry Bird, Boston se hizo de nuevo con el campeonato ganando 4-2, el tercero de Dennis Johnson.
Boston fue incapaz de repetir el título en 1987, a pesar de sobrevivir en los playoffs a varias dramáticas victorias. En las semifinales de la Conferencia Este la eliminatoria estaba empatada a tres victorias ante Milwaukee Bucks. En el séptimo y decisivo encuentro, Johnson protagonizó una espectacular jugada a falta de 1:30 del final: peleó por un balón que se escapaba por la línea de fondo y, tras atraparlo en el aire, lo lanzó antes de caer al suelo contra el cuerpo del pívot de los Bucks Jack Sikma, consiguiendo que el balón saliera y la posesión fuera para los Celtics. Estos mantuvieron el control de la pelota, ganando finalmente la serie por 4-3.
Sin embargo, en las Finales los Celtics sucumbirían ante los Lakers por 2-4, principalmente porque la estrella del equipo californiano, Magic Johnson, a la postre MVP de las Finales, resultó imparable.
En la siguiente temporada, la 1988, un ya veterano Johnson promedió 12,6 puntos y 7,8 asistencias, pero su equipo, que acusaba ya la edad de sus estrellas, no pudo con Detroit Pistons en las Finales de la Conferencia Este.
Las dos siguientes campañas fueron decepcionantes para los Celtics. En la temporada 1988-89 acabaron la liga regular con un mediocre balance de 42-40, siendo eliminados en la primera ronda de los playoffs nuevamente por los Pistons.  Hay que resaltar que en esta temporada los Celtics perdieron durante casi toda la temporada a su principal jugador, Larry Bird, que sólo pudo jugar los primeros seis partidos de la temporada y tuvo que ser operado por estar lesionado de su Tendón de Aquilles, en ambos pies, y no pudo ver acción hasta la temporada siguiente. La siguiente fue la última temporada de Johnson como jugador. Con 35 años cumplidos, tuvo que dejar paso en la posición de titular al joven John Bagley, pero cuando este se dislocó el hombro al poco de comenzar la temporada, recuperó su estatus de los últimos años, aparentemente rejuvenecido y denominado con cariño "nuestro hombre pegamento" por su entrenador Jimmy Rodgers. Ese año fue titular en 65 de los 75 partidos que disputó, promediando 7,1 puntos y 6,5 asistencias, pero de nuevo los veteranos Celtics cayeron en primera ronda de playoffs.
Dennis Johnson se retiró antes del comienzo de la temporada 1990-91, siendo el undécimo jugador de la NBA en conseguir más de 15.000 puntos y 5.000 asistencias. En su ceremonia de despedida, su gran rival Magic Johnson le envió un telegrama refiriéndose a él como "el más grande defensor del backcourt de todos los tiempos". Además, su colega Larry Bird lo denominó "el mejor compañero que jamás he tenido".

### Carrera como entrenador
Tras retirarse, se dedicó a desempeñar la labor de ojeador para los Celtics, en 1993. Ese mismo año fue nombrado entrenador asistente del mismo equipo, puesto que mantuvo hasta 1997. Tras varios años alejado del baloncesto, fichó como entrenador de Los Angeles Clippers en 2002, sustituyendo al depuesto Alvin Gentry, pero fue despedido tras dirigir 24 partidos. Trabajó posteriormente de nuevo como ojeador, esta vez de Portland Trail Blazers, antes de hacerse cargo como entrenador de los Austin Toros en la Liga de Desarrollo de la NBA en 2005, puesto que ocupó hasta su fallecimiento dos años más tarde, retirando el dorsal no. 3  en su honor siendo, hasta hoy, el único retirado en el equipo.

## Estadísticas de su carrera en la NBA
|  | Denota temporadas en las que fue Campeón de la NBA |

### Temporada regular
| Año      | Equipo   | PJ    | PT  | MPP  | %TC  | %3P  | %TL  | RPP | APP | ROB | TPP | PPP  |
| -------- | -------- | ----- | --- | ---- | ---- | ---- | ---- | --- | --- | --- | --- | ---- |
| 1976-77  | Seattle  | 81    | –   | 20.6 | .504 | –    | .624 | 3.7 | 1.5 | 1.5 | .7  | 9.2  |
| 1977-78  | Seattle  | 81    | –   | 27.3 | .417 | –    | .732 | 3.6 | 2.8 | 1.5 | .6  | 12.7 |
| 1978-79  | Seattle  | 80    | –   | 34.0 | .434 | –    | .781 | 4.7 | 3.5 | 1.3 | 1.2 | 15.9 |
| 1979-80  | Seattle  | 81    | –   | 36.3 | .422 | .207 | .780 | 5.1 | 4.1 | 1.8 | 1.0 | 19.0 |
| 1980-81  | Phoenix  | 79    | –   | 33.1 | .436 | .216 | .820 | 4.6 | 3.7 | 1.7 | .8  | 18.8 |
| 1981-82  | Phoenix  | 80    | 77  | 36.7 | .470 | .190 | .806 | 5.1 | 4.6 | 1.3 | .7  | 19.5 |
| 1982-83  | Phoenix  | 77    | 74  | 33.1 | .462 | .161 | .791 | 4.4 | 5.0 | 1.3 | .5  | 14.2 |
| 1983-84  | Boston   | 80    | 78  | 33.3 | .437 | .125 | .852 | 3.5 | 4.2 | 1.2 | .7  | 13.2 |
| 1984-85  | Boston   | 80    | 77  | 37.2 | .462 | .269 | .853 | 4.0 | 6.8 | 1.2 | .5  | 15.7 |
| 1985-86  | Boston   | 78    | 78  | 35.0 | .455 | .143 | .818 | 3.4 | 5.8 | 1.4 | .4  | 15.6 |
| 1986-87  | Boston   | 79    | 78  | 37.1 | .444 | .113 | .833 | 3.3 | 7.5 | 1.1 | .5  | 13.4 |
| 1987-88  | Boston   | 77    | 74  | 34.7 | .438 | .261 | .856 | 3.1 | 7.8 | 1.2 | .4  | 12.6 |
| 1988-89  | Boston   | 72    | 72  | 32.1 | .434 | .140 | .821 | 2.6 | 6.6 | 1.3 | .3  | 10.0 |
| 1989-90  | Boston   | 75    | 65  | 27.1 | .434 | .042 | .843 | 2.7 | 6.5 | 1.1 | .2  | 7.1  |
| Total    | Total    | 1,100 | 673 | 32.7 | .445 | .172 | .797 | 3.9 | 5.0 | 1.3 | .6  | 14.1 |
| All-Star | All-Star | 5     | 0   | 19.6 | .541 | –    | .864 | 3.6 | 1.8 | 1.0 | .8  | 11.8 |

### Playoffs
| Año   | Equipo  | PJ  | PT | MPP  | %TC  | %3P  | %TL   | RPP | APP | ROB | TPP | PPP  |
| ----- | ------- | --- | -- | ---- | ---- | ---- | ----- | --- | --- | --- | --- | ---- |
| 1978  | Seattle | 22  | –  | 37.6 | .412 | –    | .704  | 4.6 | 3.3 | 1.0 | 1.0 | 16.1 |
| 1979  | Seattle | 17  | –  | 40.1 | .450 | –    | .771  | 6.1 | 4.1 | 1.6 | 1.5 | 20.9 |
| 1980  | Seattle | 15  | –  | 38.8 | .410 | .333 | .839  | 4.3 | 3.8 | 1.8 | .7  | 17.1 |
| 1981  | Phoenix | 7   | –  | 38.1 | .473 | .200 | .762  | 4.7 | 2.9 | 1.3 | 1.3 | 19.6 |
| 1982  | Phoenix | 7   | –  | 38.7 | .477 | .000 | .769  | 4.4 | 4.6 | 2.1 | .6  | 22.3 |
| 1983  | Phoenix | 3   | –  | 36.0 | .458 | .000 | .833  | 7.7 | 5.7 | 1.7 | .7  | 18.0 |
| 1984  | Boston  | 22  | –  | 36.7 | .404 | .429 | .867  | 3.6 | 4.4 | 1.1 | .3  | 16.6 |
| 1985  | Boston  | 21  | 21 | 40.4 | .445 | .000 | .860  | 4.0 | 7.3 | 1.5 | .4  | 17.3 |
| 1986  | Boston  | 18  | 18 | 39.7 | .445 | .375 | .798  | 4.2 | 5.9 | 2.2 | .3  | 16.2 |
| 1987  | Boston  | 23  | 23 | 41.9 | .465 | .115 | .850  | 4.0 | 8.9 | .7  | .3  | 18.9 |
| 1988  | Boston  | 17  | 17 | 41.3 | .433 | .375 | .796  | 4.5 | 8.2 | 1.4 | .5  | 15.9 |
| 1989  | Boston  | 3   | 1  | 19.7 | .267 | –    | –     | 1.3 | 3.0 | 1.0 | .0  | 2.7  |
| 1990  | Boston  | 5   | 5  | 32.4 | .484 | .333 | 1.000 | 2.8 | 5.6 | .4  | .4  | 13.8 |
| Total | Total   | 180 | 85 | 38.9 | .439 | .239 | .802  | 4.3 | 5.6 | 1.4 | .6  | 17.3 |

## Vida privada
Dennis Johnson estaba casado con Donna, su esposa durante 31 años, y tenían 3 hijos, Dwayne, Denise y Daniel. Era fácilmente reconocible por su inusual apariencia, ya que a pesar de ser afroamericano, tenía pecas y era pelirrojo. Recordado como alborotador en el comienzo de su carrera, también en su vida privada sufrió por esa agresividad. El 21 de octubre de 1997 fue arrestado y posteriormente acusado por un incidente doméstico en el que presuntamente agarró un cuchillo y lo puso en la garganta de su mujer, amenazando también a sus hijos. A pesar de ello, el matrimonio sobrevivió al incidente.

### Fallecimiento
El 22 de febrero de 2007, al finalizar un entrenamiento de su equipo, los Austin Toros en el Austin Convention Center, sufrió un infarto de miocardio. Fue trasladado a un hospital cercano, pero los médicos no pudieron nada más que certificar su muerte, dejando mujer y tres hijos. Su fallecimiento conmocionó al mundo de la NBA, y fueron muchas las muestras de afecto recibidas. Entre otros, su compañero en los Celtics Danny Ainge, que se refirió a él como el jugador más infravalorado de todos los tiempos (...) y una de las mejores adquisiciones de los Celtics, o su rival en las canchas, Bill Laimbeer, que lo denominó un gran jugador en un gran club.

## Logros y reconocimientos

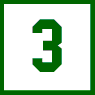
El número 3, retirado por Boston Celtics.

- 3 veces campeón de la NBA, en los años 1979 con los Sonics, y en 1984 y 1986 con los Celtics.
- Nombrado MVP de las Finales de 1979.
- 5 veces All Star de la NBA (entre 1979–1982 y 1985).
- 1 vez elegido en el mejor quinteto de la NBA en 1981.
- 1 vez elegido en el segundo mejor quinteto de la NBA en 1980.
- 6 veces elegido en el mejor quinteto defensivo de la NBA (entre 1979–1983 y 1987).
- 2 veces elegido en el segundo mejor quinteto defensivo de la NBA (entre 1984–1986).
- Su camiseta con el número 3# fue retirada por los Boston Celtics, así como por los Austin Toros.